# Untzaga-Apregindana
Untzaga-Apregindana en basque ou Unzá-Apreguíndana en espagnol est une commune ou une contrée appartenant à la municipalité d'Urkabustaiz dans la province d'Alava, située dans la Communauté autonome basque en Espagne.
Il regroupe les fermes de :
- Unzá ou Untzaga
- Apreguíndana ou Apregindana